# 胡吉峰
46°34′22″N 8°08′48.5″E / 46.57278°N 8.146806°E

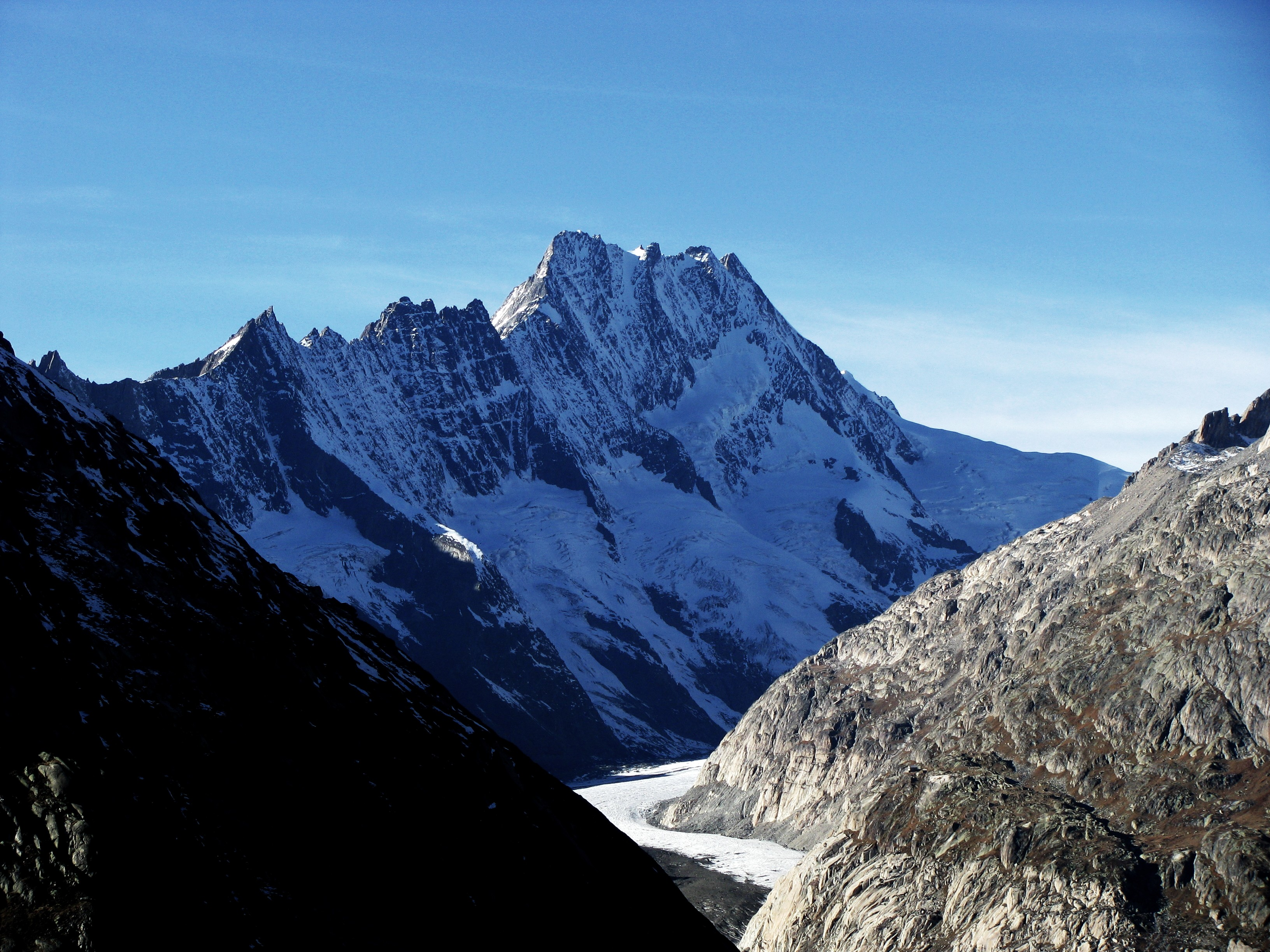

胡吉峰（德語：Hugihorn）是瑞士伯恩州的山峰，位於該國南部，屬於伯尔尼山的一部分，海拔高度3,647米，每年平均降雨量2,465毫米。